# Cyprideis
Cyprideis is een geslacht van kreeftachtigen uit de klasse van de Ostracoda (mosselkreeftjes).

## Soorten
- Cyprideis (Goerlichia) granulosa Scheremeta, 1969 †
- Cyprideis (Toscanella) belfortensis Molinari, 1962 †
- Cyprideis agrigentina Decima, 1964 †
- Cyprideis alexandri Ligios & Gliozzi, 2012 †
- Cyprideis amazonica Purper, 1979 †
- Cyprideis americana (Sharpe, 1908)
- Cyprideis anlavauxensis Carbonnel, 1979 †
- Cyprideis arvedoi Ligios & Gliozzi, 2012 †
- Cyprideis australiensis Hartmann, 1978
- Cyprideis beaconensis (Leroy, 1943) Sandberg, 1964 †
- Cyprideis beaveni Tressler & Smith, 1948
- Cyprideis bensoni Sandberg, 1966
- Cyprideis calabra Decima, 1964 †
- Cyprideis carbonneli Jiricek, 1985 †
- Cyprideis castanea (Brady, 1869) Mckenzie et al., 1979
- Cyprideis castus Benson, 1959
- Cyprideis consobrina (Brady, 1890) Mckenzie, 1986
- Cyprideis crotonensis Decima, 1964 †
- Cyprideis curta (Edwards, 1944) Sandberg, 1964 †
- Cyprideis draaihoekensis Dingle & Honigstein, 1994
- Cyprideis duplicata Terquem, 1885 †
- Cyprideis edentata Klie, 1939
- Cyprideis floridana Puri, 1960
- Cyprideis floridana (Howe & Hough in Howe, Hadley et al., 1935) Sandberg, 1964 †
- Cyprideis gelica Sandberg & Plusquellec, 1974
- Cyprideis giganta Le Roy, 1964
- Cyprideis harpula Terquem, 1885 †
- Cyprideis hexagona (Terquem, 1878) Mostafawi, 1989
- Cyprideis impressa Terquem, 1885 †
- Cyprideis inermis Klie, 1939
- Cyprideis irregularis Terquem, 1885 †
- Cyprideis iturraldei Luebimova & Sanchez, 1974 †
- Cyprideis lengae Hartmann, 1961
- Cyprideis lepianensis Ligios & Gliozzi, 2012 †
- Cyprideis limbocostata Hartmann, 1974
- Cyprideis locketti (Stephenson, 1935) Sandberg, 1964 †
- Cyprideis machadoi (Purper, 1979) †
- Cyprideis maissadensis Bold, 1981 †
- Cyprideis mandviensis Jain, 1978
- Cyprideis maradaensis Gammudi & Keen, 1993 †
- Cyprideis margarita Cronin, 1979 †
- Cyprideis maxipunctata Sanguinetti, Ornellas, Coimbra & Ramos, 1993
- Cyprideis mayi (Stephenson, 1938) Bold, 1957 †
- Cyprideis metriotea Jiang (Z. H.), 1983 †
- Cyprideis mexicana Sandberg, 1964
- Cyprideis multidentata Hartmann, 1955
- Cyprideis multipunctata
- Cyprideis nigeriensis Omatsola, 1970
- Cyprideis nodosa (Stephenson, 1938) Sandberg, 1964 †
- Cyprideis oleroni Donze, 1960 †
- Cyprideis ovata (Mincher, 1941) Sandberg, 1964 †
- Cyprideis ovoides (Terquem, 1878) Mostafawi, 1989 †
- Cyprideis pacifica Hartmann, 1957
- Cyprideis panamensis Bold, 1973 †
- Cyprideis pannonica (Méhes, 1908) †
- Cyprideis pascagoulaensis (Mincher, 1941) Sandberg, 1964 †
- Cyprideis pauca Luebimova & Sanchez, 1974 †
- Cyprideis pokornyi Jiricek, 1974 †
- Cyprideis portusprospectuensis Bold, 1971 †
- Cyprideis pseudoagrigentina Decima, 1964 †
- Cyprideis rectangularis Medici, Ceci & Gliozzi, 2011 †
- Cyprideis remanei Klie, 1940
- Cyprideis riograndensis Pinto & Ornellas, 1965
- Cyprideis rooki Ligios & Gliozzi, 2012 †
- Cyprideis ruggierii Decima, 1964 †
- Cyprideis saetosa Hartmann, 1955
- Cyprideis salebrosa Bold, 1963
- Cyprideis sexangularis Terquem, 1885 †
- Cyprideis shrewsburyensis Kontrovitz & Bitter, 1976
- Cyprideis sigma Terquem, 1885 †
- Cyprideis strollae Ligios & Gliozzi, 2012 †
- Cyprideis subquadraregularis (Brady, 1870) Sandberg, 1964
- Cyprideis torosa (Jones, 1850) Jones, 1857 †
- Cyprideis toscana Ligios & Gliozzi, 2012 †
- Cyprideis tuberculata (Méhes, 1908) †
- Cyprideis yehae Hu & Yeh, 1978 †